# چانگ ای ۶

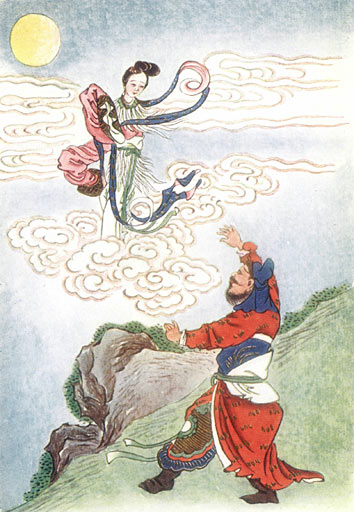
Chang'e flies to the moon

چانگ ای ۶ (انگلیسی: Chang'e 6) (به چینی: 嫦娥六号؛ پینیین: Cháng'é liùhào) یک مأموریت اکتشافی رباتیک چین در ماه است که برای راه‌اندازی در سال ۲۰۲۴ برنامه‌ریزی شده بود. این دومین مأموریت بازگشت نمونه از سمت پنهان ماه در برنامه فضایی چین است که طول مدت آن ۵۳ روز اعلام شده بود در ۳ مهٔ ۲۰۲۴ به سوی ماه پرتاب شد. در ۱ ژوئن ۲۰۲۴ فرودگر این مأموریت در سمت پنهان ماه فرود آمد. به عنوان بخشی از دومین مأموریت بازگشت نمونه چین، اسکوپ و مته روباتیک فرودگر نمونه‌هایی از سطح ماه گرفت و آن را روی مدول صعودی مأموریت قرار داد که سپس در ۳ ژوئن ۲۰۲۴ به مدار ماه پرتاب شد. فرازنده در ۶ ژوئن ۲۰۲۴ با مدول مدارگرد در مدار ماه لنگر انداخت، سپس ظرف حامل نمونه‌ها را برای بازگرداندن نهایی به زمین به یک مدول ورود مجدد جوی در مدارگرد منتقل کرد. کاوشگر و مینی مریخ نورد این مأموریت نیز آزمایش‌های علمی خود را روی سطح ماه انجام دادند. مأموریت کلی حدود همان ۵۳ روز به طول انجامید. در ۲۵ ژوئن ۲۰۲۴ انجام این مأموریت به پایان رسید.
نام این فضاپیما مانند پیشینیان خود، از نام الههٔ ماه چینی چانگ ای برگرفته شده است.

## نمای کلی
برنامه اکتشاف ماه چین به گونه‌ای طراحی شده است که در چهار مرحله پیشرفت افزایشی تکنولوژیکی انجام شود:
- مرحله اول رسیدن به مدار ماه بود. این کار توسط چانگ ای ۱ در سال ۲۰۰۷ و سپس توسط چانگ ای ۲ در سال ۲۰۱۰ تکمیل شد.
- مرحله دوم فرود بر ماه و حرکت روی سطح آن بود که با موفقیت چانگ ای ۳ در سال ۲۰۱۳ و چانگ ای ۴ در سال ۲۰۱۹ انجام شد.
- مرحله سوم؛ شامل جمع‌آوری نمونه‌هایی از خاک و سنگ ماه، ابتدا برای نخستین بار در سال ۲۰۲۰ توسط چانگ ای ۵‏ انجام شد و برای تکمیل آن چانگ ای ۶ برنامه‌ریزی شد.
- فاز چهارم شامل ایجاد و توسعهٔ یک ایستگاه تحقیقاتی رباتیک در نزدیکی قطب جنوب ماه است.[۱۰][۱۱][۱۲] هدف این برنامه تسهیل فرود با خدمه ماه در دههٔ ۲۰۳۰ و احتمالاً ایجاد یک پایگاه خدمه در نزدیکی قطب جنوبی ماه است.[۱۳]

در مأموریت قبلی «چانگ ای ۵‏» مقدار ۱٫۷۳۱ کیلوگرم (۳٫۸۲ پوند) مواد را از نیمکره شمالی سمت نزدیک ماه برگرداند. مأموریت چانگ ای ۶ سعی خواهد کرد با فرود مناسب مواد را از نیمکره جنوبی سمت دور ماه با خود برگرداند. به‌طور خاص، بخش فرود مأموریت چانگ ای ۶ بخش جنوبی دهانه آپولو را هدف قرار خواهد داد که خود در حوضه برخوردی بزرگتر حوضه قطب جنوب – آیتکن (SPA) در سمت دور ماه قرار دارد. امید است که نمونه‌های جمع‌آوری‌شده از منطقه هدف شامل مواد گوشته ماه باشد که در اثر برخورد اصلی که حوضه آبگرم را ایجاد کرد، به بیرون پرتاب شده است.
فرودگر این مأموریت برای جمع‌آوری حداکثر ۲ کیلوگرم (۴٫۴ پوند) از مواد دور ماه از جمله خاک و سنگ‌های سطحی (با استفاده از یک اسکوپ) و نمونه‌های زیرسطحی (با استفاده از مته) طراحی شده است. در صورت موفقیت‌آمیز بودن مأموریت، چین اولین کشوری خواهد بود که نمونه‌هایی را از سمت دور ماه به زمین فرود آورده، جمع‌آوری و تحویل می‌دهد.
فرودگر چانگ ای ۶ در ساعت ۲۲:۲۳ یوتی‌سی در ۱ ژوئن ۲۰۲۴ در بخش جنوبی دهانه آپولو، که خود در حوضه SPA در سمت دور قرار دارد، با موفقیت فرود آمد.

## ساختار مأموریت
چانگ ای ۶ به عنوان یک کپی و یک نسخهٔ پشتیبان از چانگ ای ۵ ساخته شد.
برابر گزارش‌ها این مأموریت شامل چهار ماژول است:
- فرودگر: فرود آمدن پس از جدا شدن از مدارگرد روی سطح ماه مجهز با مته و دستگاه اسکوپ. بالا برنده (Ascender) در بالای فرودگر قرار دارد. حدود ۲ کیلوگرم (۴٫۴ پوند) نمونه از ۲ متر (۶٫۶ فوت) از زیر سطح[۱۶] جمع‌آوری می‌کند و آنها را در یک وسیله نقلیه صعود متصل قرار می‌دهد تا به مدار ماه پرتاب شود.
- Ascender: سپس وسیلهٔ نقلیه صعود یک ملاقات در مدار ماه کاملاً مستقل و رباتیک ایجاد می‌کند و با مدار گرد لنگر می‌اندازد که در آن نمونه‌ها به صورت رباتیک به یک کپسول برگشت نمونه برای تحویل به زمین منتقل می‌شوند.[۱۷][۱۸]
- مدارگرد: پس از انتقال نمونه‌ها از Ascender به مدارگرد، مدارگرد مدار ماه را ترک کرده و ۴٫۵ روز را صرف پرواز به مدار زمین می‌کند. سپس:
- بازگردان: بازگردان (کپسول ورود مجدد) را درست قبل از رسیدن آزاد می‌کند. پیش از ورود دوباره به جو، بازگردان یک مانور ورود غیر بالستیک به جو انجام می‌دهد.